# Cantone di Valmont
Il Cantone di Valmont era una divisione amministrativa dell'arrondissement di Le Havre.
È stato soppresso a seguito della riforma complessiva dei cantoni del 2014, che è entrata in vigore con le elezioni dipartimentali del 2015.
Comprendeva i comuni di
- Ancretteville-sur-Mer
- Angerville-la-Martel
- Colleville
- Contremoulins
- Criquetot-le-Mauconduit
- Écretteville-sur-Mer
- Életot
- Gerponville
- Limpiville
- Riville
- Sainte-Hélène-Bondeville
- Saint-Pierre-en-Port
- Sassetot-le-Mauconduit
- Sorquainville
- Thérouldeville
- Theuville-aux-Maillots
- Thiergeville
- Thiétreville
- Toussaint
- Valmont
- Vinnemerville
- Ypreville-Biville